# Ochodaeus castaneus
Ochodaeus castaneus là một loài bọ cánh cứng trong họ Ochodaeidae. Loài này được Benderitter miêu tả khoa học đầu tiên năm 1920.